# Championnat d'Australie de football 1983
Navigation
Saison précédente Saison suivante
La saison 1983 du Championnat d'Australie de football est la septième édition du championnat de première division en Australie. 
La NSL (National Soccer League) regroupe seize clubs du pays au sein d'une poule unique, où ils s'affrontent deux fois au cours de la saison, à domicile et à l'extérieur. Il n'y a ni promotion, ni relégation en fin de saison.
C'est le club de Saint-George Saints FC qui remporte la compétition après avoir terminé en tête du classement final, avec un seul point d'avance sur le triple tenant du titre, Sydney City Soccer Club et trois sur un duo composé de Preston Lions SC et de South Melbourne FC. C'est le tout premier titre de champion d'Australie de l'histoire du club.

## Les clubs participants
| - Sydney City Soccer Club - Marconi Fairfield - Heidelberg United - Adelaide City FC - APIA Leichhardt Tigers FC - Sydney Olympic FC - West Adelaide SC - Wollongong City FC | - Footscray JUST - Brisbane Lions SC - Brisbane City FC - South Melbourne FC - Saint-George Saints FC - Canberra City FC - Newcastle KB United - Preston Lions SC |

## Compétition

### Classement
Le barème utilisé pour établir le classement est le suivant :
- Victoire : 2 points
- Match nul : 1 point
- Défaite : 0 point

| Rang | Équipe                    | Pts | J  | G  | N  | P  | Bp | Bc | Diff |
| ---- | ------------------------- | --- | -- | -- | -- | -- | -- | -- | ---- |
| 1    | Saint-George Saints FC    | 55  | 30 | 15 | 10 | 5  | 47 | 27 | +20  |
| 2    | Sydney City Soccer Club   | 54  | 30 | 15 | 9  | 6  | 48 | 30 | +18  |
| 3    | Preston Lions SC          | 52  | 30 | 15 | 7  | 8  | 47 | 32 | +15  |
| 4    | South Melbourne FC        | 52  | 30 | 15 | 7  | 8  | 44 | 36 | +8   |
| 5    | Newcastle KB United       | 49  | 30 | 14 | 7  | 9  | 45 | 26 | +19  |
| 6    | Heidelberg United         | 43  | 30 | 11 | 10 | 9  | 39 | 38 | +1   |
| 7    | Sydney Olympic FC         | 41  | 30 | 12 | 5  | 13 | 38 | 36 | +2   |
| 8    | APIA Leichhardt Tigers FC | 39  | 30 | 11 | 6  | 13 | 42 | 36 | +6   |
| 9    | Marconi Fairfield         | 38  | 30 | 9  | 11 | 10 | 43 | 41 | +2   |
| 10   | Canberra City FC          | 38  | 30 | 11 | 5  | 14 | 47 | 53 | -6   |
| 11   | Adelaide City FC          | 36  | 30 | 10 | 6  | 14 | 37 | 38 | -1   |
| 12   | Footscray JUST            | 36  | 30 | 9  | 9  | 12 | 25 | 42 | -17  |
| 13   | West Adelaide SC          | 33  | 30 | 7  | 12 | 11 | 25 | 36 | -11  |
| 14   | Brisbane City FC          | 33  | 30 | 8  | 9  | 13 | 33 | 50 | -17  |
| 15   | Wollongong City FC        | 27  | 30 | 4  | 15 | 11 | 41 | 55 | -14  |
| 16   | Brisbane Lions SC         | 26  | 30 | 6  | 8  | 16 | 36 | 61 | -25  |

|  | Champion d'Australie 1983                               |
|  | T: Tenant du titre C: Vainqueur de la Coupe d'Australie |

## Bilan de la saison
| Championnat d'Australie de football 1983                             |                                    |
| Champion                                                             | Saint-George Saints FC (1er titre) |
| Coupes et trophées                                                   |                                    |
| Vainqueur de la Coupe d'Australie 1983                               | Sydney City FC                     |
| Promotions et relégations                                            |                                    |
| Promus en Championnat d'Australie de football                        | Aucun                              |
| Relégués en Championnat d'Australie de football de deuxième division | Aucun                              |